# Psittaculirostris edwardsii
Psittaculirostris edwardsii е вид птица от семейство Папагалови (Psittaculidae).

## Разпространение
Видът е разпространен в Индонезия и Папуа Нова Гвинея.